# Dag Erik Pedersen
Dag Erik Pedersen  (* 6. Juni 1959 in Skien; † 3. Juni 2024 in Helgeroa, Kommune Larvik) war ein norwegischer Radrennfahrer, TV-Journalist und Moderator.

## Sportliche Laufbahn
1977 wurde Dag Erik Pedersen zweifacher norwegischer Juniorenmeister, im Einzel- sowie im Mannschaftszeitfahren. Im Jahr darauf gewann er die skandinavische Juniorenmeisterschaft im Mannschaftszeitfahren, gemeinsam mit Geir Digerud, Morten Sæther und Jostein Wilmann. 1979 wurde er jeweils Zweiter in der Gesamtwertung der Berliner Etappenfahrt und 1980 der Rheinland-Pfalz-Rundfahrt. 1981 gewann er den Grand Prix Guillaume Tell. Im selben Jahr wurde er beim Milk Race positiv auf Ephedrin getestet und für einen Monat gesperrt. Er selbst erklärte dies später mit der Einnahme eines Erkältungspräparats.
1982 wurde Dag Erik Pedersen Profi. Als solcher gewann er 1982 den Giro del Lazio und 1983 die Tour of Scandinavia. Dreimal – 1984, 1989 und 1991 – gewann er die Norwegen-Rundfahrt. Beim Giro d’Italia entschied er drei Etappen für sich. 1992, in seinem letzten Jahr als Radrennfahrer, wurde er norwegischer Meister im Straßenrennen und im Mannschaftszeitfahren, gemeinsam mit Stig Kristiansen und Trond Kristian Karlsen. 1992 siegte er im Tønsberg Grand Prix. Pedersen startete sowohl als Amateur als auch als Berufsfahrer mehrfach bei den UCI-Straßen-Weltmeisterschaften für die norwegische Nationalmannschaft. Seine beste Platzierung war der 23. Platz im Profirennen 1986.
Den Kongepokal (Königspokal), der für die beste sportliche Leistung bei norwegischen Meisterschaften vergeben wird, erhielt er 1992.
Im Juni 2024 starb er in Helgeroa, Kommune Larvik, drei Tage vor seinem 65. Geburtstag.

## Karriere als Moderator und Journalist
Zwei Jahre nach Beendigung seiner Radsportkarriere begann Pedersen, als Journalist zu arbeiten, zunächst für einen kommerziellen Kanal. Nach zwei weiteren Jahren wechselte er zur staatlichen Rundfunkgesellschaft NRK. 1999 wurde er Moderator einer Nachrichtensendung und sehr populär in seinem Heimatland. Später verfasste er für das Fernsehen eine Reihe von Porträts prominenter Personen wie Paul McCartney, Andrea Bocelli, Bob Dylan und das norwegische Königspaar. 2005 produzierte er den Film Deadline Torp, den größten bisherigen Fernseherfolg in Norwegen. 2002, 2004 und 2005 wurde er Norwegens Nachrichtenmann des Jahres. Ab 2009 moderierte Pedersen die Realityserie Mesternes mester. Im März 2021 wurde sein Abschied nach zwölf Staffeln bekannt gegeben.